# アルフレッド・ローマー
アルフレッド・ローマー（Alfred Sherwood Romer、1894年12月28日 - 1973年11月5日）は、アメリカ合衆国の古生物学者・生物学者であり、特に脊椎動物の進化を専門としている。

## 生涯
アルフレッド・シャーウッド・ローマーはニューヨーク州ホワイト・プレインズにて、父ハリー・ヒューストン・ローマー (Harry Houston Romer) と母イーヴァリン・シャーウッド (Evalyn Sherwood) の息子として生まれた。ホワイトプレインズ高校で学んだ。
アマースト大学に進み生物学の学士号を取ったのちコロンビア大学で生物学の修士号を取得し、1921年には動物学で博士号を取った。1923年にシカゴ大学の地質学・古生物学部門の准教授となった。研究・教育ともに熱心であった。彼の活動によりシカゴ大のウォーカー博物館古生物学部門には古生代の重要な標本が集められた。1934年、彼はハーバード大学の生物学教授に任命された。1946年にはハーバード大学の比較動物学博物館の館長も兼任することになった。1954年に米国科学アカデミーからMary Clark Thompson Medalを授与された。1956年には同じくアカデミーからDaniel Giraud Elliot Medalを受けた。

## 進化の研究
ローマーは脊椎動物の進化研究において卓越した能力を示した。古生物学、比較解剖学、発生学から得られる証拠を照らし合わせ、魚類の進化の間に原始的地上棲脊椎動物へ、またその原始的地上棲脊椎動物から他の全ての四足動物へ、と起こった基本的構造と機能の変化について教授した。彼は常に、動物の形態・構造と環境との間にある関係性の進化上の重要性に重点を置いていた。
彼の書籍である"Vertebrate Paleontology"において、ローマーは脊椎動物の伝統的分類の基礎を作り上げた。彼は整然性や概要に注目しながら、ばらばらに分類されていた異なった脊椎動物のグループ同士を一纏めにし、彼らを単純化された順序に並び上げた。初期の両生類に対する研究を基に、彼は「迷歯類」を再構成した。ローマーの分類はRobert L. Carrollを始めとした多くの研究者に受け継がれ、現在でも使われている。

## Kronosaurus queenslandicus骨格

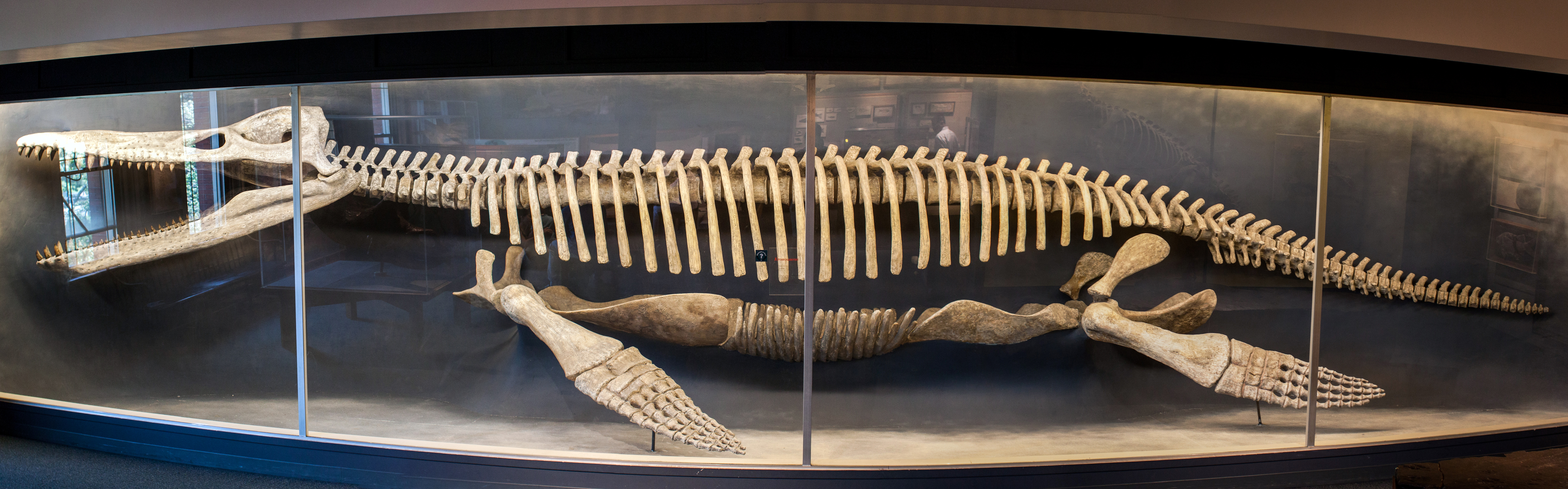
ハーバード大のK. queenslandicus 。脊椎の数が本来よりも多く復元されている可能性がある。

ローマーの比較動物学博物館の館長への就任より以前、博物館は1931年から1932年にかけてオーストラリアに調査隊を送り、標本の収集と現生生物の研究に従事した。しかしそのとき大学院生で調査隊の熱心な化石採集家であったWilliam E. Schevillは調査終了後もオーストラリアに残り、1932年の冬に農場主のR.W.H. Thomasから「ヒューエンデン(Hughenden)近くにある自分の土地でなにか”奇妙な”ものが飛び出している岩がある」という話を聞いた。その岩は石灰岩ノジュールであり、今まで発見された中で最も完全なクロノサウルス(Kronosaurus )の骨格を含んでいた。ダイナマイトによる爆破でノジュールを地盤から分離し（ついでに約4トンの欠片に分割し）た後、その化石を調査と処理のためにハーバード大へ送り出した。頭骨（これはK. queenslandicus模式標本の顎の欠片と一致した）はすぐさま掘り出されて処理されたが、時間と予算の制約により全身骨格の復元は先延ばしされ、骨格のほとんどの骨は20年もの間石灰岩ブロックの中に埋まったままだった。この暫定処置はこの化石がボストンの実業家・慈善家であり Cabot Corporationの創設者でもあるゴドフリー・ローウェル・キャボット (Godfrey Lowell Cabot) の注意を引くまで続いた。彼は当時90代であったが、子供の頃から大海蛇（シーサーペント）に興味を持っていたのだ。

K. queenslandicus の大きさ比較。ハーバード復元とベンジャミン・キアーによる推定値を並べている。

かねて大海蛇の実在や報告に関する質問を受けていたローマーは、キャボットに博物館の収蔵棚にしまわれたままの骨格につて言及してみようと思い立った。キャボットは復元にかかる費用はどれくらいか尋ね、”ローマーはカビくさい空気から身体を引き戻しながら「ええ、10000ドルというところでしょうか」と答えた”。ローマーは本気ではなかったのかも知れないがこの慈善家は明らかに本気であり、ほどなくして言ったとおりの金額が書かれた小切手が届いた。2年の年月（と10000ドル以上の費用）を費やした後、博物館員の注意深い作業を経て、復元され組み立てられた骨格がハーバード大において1959年に展示された。しかしながら同年、ローマーと比較動物学博物館プレパレーターのアーノルド・ルイス (Arnold Lewis) は館の刊行誌である"Breviora"において『かつて完全で繋がっていた骨格のかなりの部分が浸食により破壊され、…　そのため展示している標本のおよそ1/3が石膏による復元である』ことを明確にした。さらに、元の（本物の）骨も石膏でおおわれており、この事は化石が安全に護られている一方で、古生物学者がK. queenslandicusの真の大きさといった議論を呼ぶ問いに要素として組み込まれる問題点を調査することを困難にしている。

### 大きさについての論争
クロノサウルスの体長についての推定値は1959年のハーバード復元に大きく依っており、全長 12.8m とこれまでされてきた。しかしながらクロノサウルスの化石標本と他のプリオサウルス類との比較に基づく研究では、ハーバード復元では余分な脊椎骨が含まれてこれまでの推定値を過大にしている可能性があり、ベンジャミン・キアーによる推定全長は 9～10.9m とされている。また、2020年の群馬県立自然史博物館監修による最大全長は 14m とされる。

## ローマーに由来する名称
初期のカプトリヌス科動物であるRomeria はローマーにちなんで名付けられた。双弓類とその近縁群を含むクレードの名称Romeriidaも同様である。2007年7月、非恐竜恐竜様類の一種が”前半部は「走る大腿骨」という意味で、後半部は進化研究の大家である古生物学者アルフレッド・シャーウッド・ローマーを讃えて”Dromomeron romeri と命名された。これらの化石の発見は、恐竜類と他の恐竜様類が”1500万年から2000万年もの長い間共存していた”事を示す突破口となるものとして歓迎された。石炭紀後期（ペンシルバニア紀前期）産のRomeriscus もまたローマーにちなんで付けられた名称である。この動物は当初は最古の有羊膜類であると記載されていたが、これは当時一部の研究者によってリムノスケリス科は有羊膜類であるとされていたためである。その後の研究によってこのグループは特徴的な形質がかけているので四足動物とまでしか分類できないとされている。
ローマーはデボン紀の四足動物化石と後期石炭紀の四足動物化石の記録の間に空白があることに最初に気がついた研究者でもあり、この空白期間は1995年以降「ローマーの空白 (Romer's gap)」という名を冠している。

## 著書
- Romer, A.S. 1933. Vertebrate Paleontology. University of Chicago Press, Chicago. (2nd ed. 1945; 3rd ed. 1966)
- Romer, A.S. 1933. Man and the Vertebrates. University of Chicago Press, Chicago. (2nd ed. 1937; 3rd ed. 1941; 4th ed., retitled The Vertebrate Story, 1949)
- Romer, A.S. 1949. The Vertebrate Body. W.B. Saunders, Philadelphia. (2nd ed. 1955; 3rd ed. 1962; 4th ed. 1970)
- Romer, A.S. 1949. The Vertebrate Story. University of Chicago Press, Chicago. (4th ed. of Man and the Vertebrates)
- Romer, A.S. 1956. Osteology of the Reptiles. University of Chicago Press, Chicago.
- Romer, A.S. 1968. Notes and Comments on Vertebrate Paleontology. University of Chicago Press, Chicago.
- Romer, A.S. & T.S. Parsons. 1977. The Vertebrate Body. 5th ed. Saunders, Philadelphia. (6th ed. 1985)